# Château de Dampont
Le château de Dampont, dit aussi château du Héron est situé à Us dans le Val-d'Oise en France. C’est un château de la fin du XIXe siècle. Il bénéficie d’une protection au titre des monuments historiques : inscription par arrêté du 24 octobre 2002.

## Situation
Le château est situé route de Marines à Us dans le Val d’Oise au cœur du Parc naturel régional du Vexin français. À l'emplacement de l'ancien manoir de Dampont. L’étang est alimenté par la Viosne qui traverse le parc.

## Historique
Le château est créé sous l’impulsion de Charles Guy de Kersaint au milieu du XIXe siècle. Il hérite des terres de Dampont par sa femme Laure du Tremblay de Saint-Yon. La construction dure de 1852 à 1872. En 1908 Jacques Potin achète le château à Raoul de Kersaint.  
En 1911 Jacques Potin confie la création du parc à Edouard Redont : le parc domine le cours de la Viosne et abrite quelques fabriques : une fausse ruine de chapelle, un temple de l'Amour rond avec six colonnes corinthiennes, il crée un étang, plante de nombreux arbres rares, fait construire un embarcadère, des ponts et une roseraie.

## Description
Ce château de style éclectique principalement néo-Renaissance mais aussi néo-gothique est attribué à l'architecte Eugène Viollet-le-Duc. L'édifice en pierre de taille s'articule autour d'une grosse tour rectangulaire de quatre niveaux, flanquée à une certaine distance par deux tours carrées plus petites de trois niveaux, disposées à un angle de 20° par rapport à la tour rectangulaire, et communiquant avec cette dernière par des éléments d'un seul étage, en léger retrait. Les angles des trois tours sont pourvus d'échauguettes en encorbellement, et les lucarnes devant les hauts combles à la française de frontons triangulaires aigus, garnie d'une riche ornementation sculptée. Les échauguettes de la tour centrale vont sur deux niveaux, et un balcon court devant l'étage supérieur. La façade côté jardin comporte en outre un double escalier desservant un étroit balcon devant la vaste baie du premier étage.

## Le château au cinéma
Le château de Dampont à Us a servi de lieu de tournage dans Les Week-ends maléfiques du Comte Zaroff de Michel Lemoine en 1976 ainsi que dans L'Autre Dumas de Safy Nebbou en 2010.
Séquence dans le Comte de Monte Cristo (chambre) en 2023.
Château du collectionneur et trafiquant d'art Christian Dalembert dans la série télévisée de TF1 Cat's Eyes, saison 1 épisodes 3 à 8 (2023-2024).